# Natrium-Calcium-Austauscher
Der Natrium-Calcium-Austauscher (engl. oft als Na+/Ca2+ exchanger, NCX, bezeichnet) ist ein Transmembranprotein in der Zellmembran von Tieren, welches Natrium-Ionen von der einen auf die andere Seite der Membran transportiert und Calcium-Ionen in entgegengesetzter Richtung (deswegen Austauscher).

## Katalysierter Transport
Die Transportgleichung:
{\displaystyle \mathrm {Ca_{innen}^{2+}+3\ Na_{aussen}^{+}\rightleftharpoons \ Ca_{aussen}^{2+}+3\ Na_{innen}^{+}} }
Aufgrund der entgegengesetzten Transportrichtung der beiden Ionenarten ist der Natrium-Calcium-Austauscher ein Beispiel für einen Antiport.
Der Natrium-Calcium-Austauscher transportiert Natrium- und Calcium-Ionen im stöchiometrischen Verhältnis 3:1, d. h., es werden drei Natrium-Ionen gegen ein Calcium-Ion ausgetauscht. Natrium-Ionen sind einfach positiv geladen (Na+), während Calcium-Ionen über zwei positive Ladungen verfügen (Ca2+). Der Natrium-Calcium-Austauscher tauscht also drei positive Ladungen gegen zwei aus. Im Ergebnis findet deswegen ein Netto-Ladungstransport durch die Membran statt, und das Membranpotential ändert sich. Der Transport durch den Natrium-Calcium-Austauscher ist deswegen ein elektrogener Transportprozess.
Die treibende Kraft für den Natrium-Calcium-Austauscher ist der Natrium-Gradient über der Membran. Natrium-Ionen werden von der Seite der höheren Natrium-Konzentration auf die Seite der niedrigeren transportiert. Calcium-Ionen dagegen werden von der Seite der niedrigeren Calcium-Konzentration auf die Seite der höheren befördert. Einen Transport von Ionen oder anderen Molekülen entgegen ihrem Konzentrationsgradienten bezeichnet man als aktiv. 
In der Regel ist die intrazelluläre Natrium-Konzentration niedriger als die extrazelluläre, mit der Calcium-Konzentration verhält es sich genau so. Aufgrund des hohen Natrium-Gradienten transportiert der Natrium-Calcium-Austauscher  Natrium-Ionen von außen nach innen und Calcium-Ionen von innen nach außen. Die potentielle Energie des Natrium-Gradienten wird genutzt, um Calcium entgegen seinem Konzentrationsgradienten zu transportieren. Da der Natrium-Gradient Folge eines primär aktiven Transportprozesses ist, nämlich Resultat der Tätigkeit der Natrium-Kalium-ATPase, stellt der Transport durch den Natrium-Calcium-Austauscher einen sekundär aktiven Transport dar.

## Funktion
Der Natrium-Calcium-Austauscher spielt eine wichtige Rolle für die Calcium-Homöostase der Zelle. Aufgrund des elektrogenen Charakters des Transports wird die Zelle dabei depolarisiert.
Bei einem starken Anstieg der intrazellulären Natrium-Konzentration funktioniert der Natrium-Calcium-Austauscher in entgegengesetzter Richtung (reverse mode), d. h., er befördert Natrium-Ionen aus der Zelle hinaus und lässt Calcium-Ionen hinein. Auf diese Weise kann der Natrium-Calcium-Austauscher nicht nur zur Calcium-Homöostase, sondern auch zur Calcium-Signalgebung der Zelle beitragen.
Der Natrium-Calcium-Austauscher ist besonders wichtig für die Funktion elektrisch erregbarer Zellen, d. h. Muskeln (sowohl der Skelettmuskeln, der glatten Muskeln und des Herzmuskels) und Nervenzellen.